# (11350) Teresa
(11350) Teresa és un asteroide descobert el 29 d'agost de 1997 per Àngel López i Rafael Pacheco a l'Observatori Astronòmic de Mallorca. Aquest darrer va voler dedicar-lo a la seva esposa Teresa Chercoles (n. 1951) en reconeixement del sacrifici de nits de solitud que suposa l'afecció a l'astronomia de camp d'un company sentimental.